# Louis Hudson
Henry Dewey Louis (Louis) Hudson (Thamesville, 16 mei 1898 - Ontario, 24 juni 1975) was een Canadese ijshockeyspeler. 
Hudson was reserve tijdens de Olympische Winterspelen 1924, maar Hudson kwam niet in actie.
Hudson mocht met zijn ploeggenoten van de Toronto Graduates Canada vertegenwoordigen op de Olympische Winterspelen 1928 in Sankt Moritz en won met zijn ploeggenoten de gouden medaille. Tijdens deze spelen kwam Hudson in drie wedstrijden in actie en maakte vier doelpunten.